# Sección de Bolos del Real Madrid Club de Fútbol
La sección de Bolos del Real Madrid Club de Fútbol, y en concreto la de Bolo palma, pese a ser una se las secciones históricas del club, en la actualidad permanece extinta.

## Historia
El Campeonato de España de Bolo Palma se viene celebrando desde 1920 en su versión individual y desde 1960 por parejas.
Tras la inauguración de la Ciudad Deportiva del Real Madrid en 1963, habría que esperar algunos años todavía, hasta la construcción en sus instalaciones de la esperada bolera americana, dando un paso firme en lo que concierne a la instauración de esta disciplina (denominada bolos palma o bolopalma) junto a otros deportes. Aunque debido a la supresión del resto de disciplinas esta sección acabó definitivamente desapareciendo.

## Jugadores
Años 1960: Diego Otero Ocaso (siendo uno de los mejores jugadores madrileños de la época)

## Enlaces de interés
- Real Madrid Club de Fútbol
- Real Madrid de Baloncesto
- Secciones Históricas Desaparecidas del Real Madrid C. F. http://www.facebook.com/Secciones, en Facebook.